# 1629 Pecker
1629 Pecker eller 1952 DB är en asteroid i huvudbältet som upptäcktes den 28 februari 1952 av den franske astronomen Louis Boyer vid Algerobservatoriet. Den har fått sitt namn efter den franske astronomen Jean-Claude Pecker.
Asteroiden har en diameter på ungefär 8 kilometer.